# صرع معمم
الصرع المعمم (بالإنجليزية: Generalized epilepsy)‏، يعرف أيضاً بالصرع المعمم الأولي أو الصرع مجهول السبب.
هو شكل من أشكال الصرع يتميز بحدوث نوبات صرعية معممة بدون سبب واضح.

الصرع المعمم، على النقيض من الصرع الجزئي، هي نوع من النوبات تؤدي إلى غياب الوعي وتشوه النشاط الكهربائي لكامل أو الجزء الأكبر من الدماغ، (والذي يلاحظ على تخطيط الدماغ الكهربائي).

يعتبر الصرع المعمم أولياً لأنه يُشخص كمرض بحد ذاته، على عكس الصرع الثانوي، والذي يصنف كعرض لحالة مشخصة.

## الأنواع
يوجد له عدة أنواع:
- نوبات الغياب
- نوبات رمعية عضلية
- نوبات رمعية
- نوبات توترية رمعية
- نوبات ارتخائية

## المتلازمات الصرعية
تحدث النوبات المعممة في متلازمات صرعية مختلفة:
بما في ذلك الصرع الرمعي العضلي، اختلاجات حديثي الولادة العائلية، نوبات الغياب الطفلية، نوبات الغياب، التشنج الطفلي (متلازمة ويست)، الصرع الرمعي العضلي اليفعي، ومتلازمة لينوكس-غاستو.

## الإنذار
تبدأ معظم حالات الصرع المعمم في مرحلة الطفولة. بعض المرضى يتخلصون من الصرع خلال فترة المراهقة وعندها لا يحتاجون إلى العلاج، بينما في حالات أخرى، تستمر هذه الحالة مدى الحياة، وبالتالي تتطلب العلاج والمراقبة الدائمة طوال العمر.

## العلاج
العلاجات المعتمدة في الولايات المتحدة لعلاج الصرع مبينة في الجدول.
| الصرع المعمم الأولي النوبات التوترية الرمعية | النوبات الجزئية | نوب الغياب     | نوب الغياب اللانموذجية الرمعية العضلية والنوبات الارتخائية |
| -------------------------------------------- | --------------- | -------------- | ---------------------------------------------------------- |
| حمض الفالبرويك                               | كاربامازيبين    | حمض الفالبرويك | حمض الفالبرويك                                             |
| لاموتريجين                                   | فينيتوين        | إيثوسوكسيميد   | لاموتريجين                                                 |
| توبيرامات                                    | أوكسكاربازيبين  |                | توبيرامات                                                  |
|                                              | حمض الفالبرويك  |                |                                                            |

الفالبروات، وهو دواء قديم نسبياً، غالباً ما يُعتبر الخط الأول في العلاج. وهو فعال للغاية، ولكن ارتباطه بالتشوهات الجنينية عند تناوله أثناء الحمل يحد من استخدامه عند الشابات.